# Военный переворот в Нигере (2010)

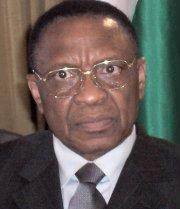
Президент Нигера Танджа Мамаду (2007)

Военный переворот в Нигере — смена власти (военный переворот) в государстве Нигер в 2010 году.
Переворот произошёл 18 февраля 2010 года. Лидеры военной хунты ворвались в президентский дворец в Ниамее и захватили президента государства Танджа Мамаду во время встречи с министрами. В государстве было приостановлено действие Конституции и связанных с нею институтов, а также введён комендантский час на тёмное время суток. Правительство было распущено и начал действовать «Высший совет по восстановлению демократии». Главой хунты назван майор артиллерии Салу Джибо.

## Причины переворота
Вероятно, причиной переворота послужило то, что в конце 2009 года Мамаду Танджа отказался сложить свои полномочия, продавив референдум, подтвердивший его право быть президентом ещё три года.

## Реакция мирового сообщества
Рамтане Ламамра, комиссар Африканского союза по вопросам мира и безопасности, объявил, что «Афросоюз осуждает использование силы для смены политической власти как в Нигере, так и в любой другой стране».